# 明星 (b-flowerの曲)
「明星」（みょうじょう）は、日本のネオアコ・バンドである b-flower の6thシングル。1996年7月24日に東芝EMIより発売。

## 収録曲
1. 明星(5:25)
  - 作詞：八野英史、作曲：岡部亘（岡部わたる） 、編曲：b-flower
  - どのアルバムにも入っていない数曲のひとつ。
  - 「天から降りそそいでくるような優しさと強さを感じさせるシンプルで美しいアコースティック・ナンバー」（ROCKIN'ON JAPAN）[1]

1. 臨海ニュータウン [Acoustic Version] (4:00)
  - 作詞・作曲：八野英史、編曲：b-flower
  - 6th アルバム『Clockwise』にはオリジナル・バージョンが収録されている。
2. 明星 [Instrumental Version]

## 備考
- 2010年現在、廃盤。